# Patrick Jarrett (Eishockeyspieler)
Patrick „Pat“ Jarrett (* 6. Februar 1984 in Sault Ste. Marie, Ontario) ist ein kanadischer Eishockeyspieler. Im Jahr 2006 gewann er mit den Eisbären Berlin aus der Deutschen Eishockey Liga die Deutsche Meisterschaft. Zuletzt stand er bei den Löwen Frankfurt unter Vertrag. Sein Bruder Cole Jarrett ist ebenfalls ein professioneller Eishockeyspieler.

## Karriere
Jarrett begann seine Karriere 1998 bei Soo Thunder, ehe er zur Saison 2000/01 in die kanadische Juniorenliga Ontario Hockey League zu den Mississauga Ice Dogs wechselte. Dort gehörte der Offensivspieler zu den besten Scorern und erzielte in insgesamt 80 Ligaspielen 66 Scorerpunkte. Kurz vor dem Ende der Spielzeit 2001/02 schloss er sich dem Ligakonkurrenten Owen Sound Attack an, für den er in den nächsten fünf Jahren die Schlittschuhe schnürte. In dieser Zeit erreichte er mit seinem Klub zwei Mal das Conference-Viertelfinale und während seiner letzten Saison in Owen Sound, das Halbfinale. Während des NHL Entry Draft 2002 wurde er von den Nashville Predators in der fünften Runde an insgesamt 138. Position ausgewählt.
Auf Grund der in der OHL gezeigten Leistungen wurden die Verantwortlichen der Eisbären Berlin auf den damals 21-jährigen aufmerksam und verpflichteten Jarrett im Sommer 2005. Mit den Eisbären gewann er die Deutsche Meisterschaft des Jahres 2006. Nachdem sein Vertrag zum Ende der Saison 2006/07 nicht verlängert worden war, verließ der gebürtige Kanadier die Berliner und wechselte zurück nach Nordamerika, wo er anschließend für das Farmteam der Los Angeles Kings, die Manchester Monarchs aus der American Hockey League, aufs Eis ging.

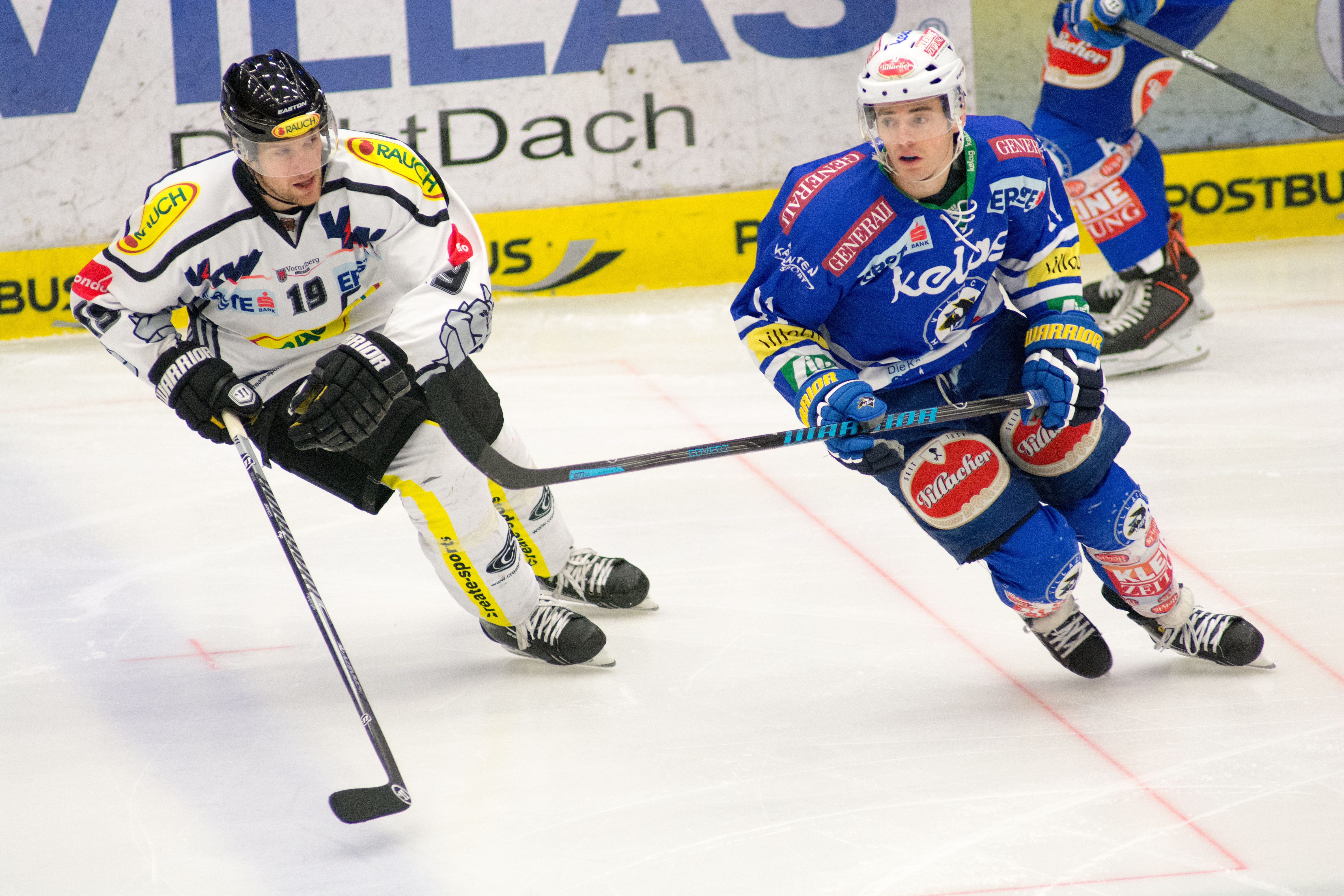
Jarrett im Trikot des Dornbirner EC

Bei den Monarchs konnte sich der Linksschütze nicht durchsetzen und wurde zwischenzeitlich in deren Farmteam in der ECHL bei den Reading Royals eingesetzt. Nach dem einjährigen Engagement in der AHL und der ECHL forcierte er einen erneuten Wechsel nach Europa und unterschrieb schließlich zur Spielzeit 2008/09 einen Vertrag bei den Nordsjælland Cobras aus der höchsten dänischen Eishockeyliga, der AL-Bank Ligaen. Im Mai 2009 wechselte er wieder nach Deutschland und wurde von den Dresdner Eislöwen aus der 2. Eishockey-Bundesliga unter Vertrag genommen. Bei den Eislöwen erzielte er in den folgenden vier Jahren in 196 Partien 64 Tore und 163 Assists.
In der Saison 2013/14 spielte Jarrett für den Dornbirner EC in der EBEL und war dort Kapitän. Anschließend kehrte er in die zweite deutsche Liga zurück und wurde vom EV Landshut verpflichtet.
2016 schloss er sich den Löwen Frankfurt an und gewann mit ihnen die Meisterschaft in der DEL2.

## Erfolge und Auszeichnungen
- 2000 Jack Ferguson Award
- 2006 Deutscher Meister mit den Eisbären Berlin
- 2011 Wahl zum Mittelstürmer des Jahres in der 2. Eishockey-Bundesliga
- 2017 Meister der DEL2 mit den Löwen Frankfurt

## DEL-Statistik
(Stand: Ende der Saison 2013/14)